# Uroleucon canadense
Uroleucon canadense är en insektsart som först beskrevs av Richards 1972.  Uroleucon canadense ingår i släktet Uroleucon och familjen långrörsbladlöss. Inga underarter finns listade i Catalogue of Life.